# Melodifestivalen 2010
La Svezia ha utilizzato il Melodifestivalen per selezionare il proprio rappresentante all'Eurovision Song Contest 2010.
Questa edizione è stata vinta da Anna Bergendahl, che ha rappresentato la Svezia a Bærum non riuscendo a qualificarsi per la finale.

## Format
Lo spettacolo è stato costituito da quattro semifinali, un round di ripescaggio e la finale. In ogni semifinale hanno gareggiato otto canzoni, di cui 2 qualificati per la finale e 2 per il round di ripescaggio. Degli otto partecipanti al ripescaggio, soltanto due accederanno in finale. La finale sarà quindi composta da 10 canzoni.

## Partecipanti

### Web wildcard
Anche la Svezia, sulla scia di molti altri paesi europei, ha deciso di far scegliere al pubblico una delle canzoni partecipanti allo spettacolo.
Le 150 canzoni inizialmente presentate sul sito della SVT sono state via via ridotte: la canzone vincitrice del concorso è Come and get me now di Mia Terngård e Stefan Lebert (MiSt), che sarà cantata dal gruppo Highlights, scelto da Christer Björkman, direttore esecutivo del Melodifestivalen, durante il programma Dansbandskampen.
| Artista           | Canzone               | Semifinale | Risultato      |
| ----------------- | --------------------- | ---------- | -------------- |
| MiSt & Highlights | "Come and get me now" | Seconda    | Eliminato - 7° |

### Wildcard
La prima wildcard annunciata è stata Salem-al-Fakir, artista già piuttosto conosciuto in Svezia, che gareggerà con la canzone Keep on walking nella prima semifinale.
La seconda wildcard annunciata è stata Darin, partecipante allo show Idol 2006, che gareggerà con la canzone You're out of my life nella terza semifinale.
Peter Jöback, artista molto conosciuto in Svezia, è stato la terza wildcard: canterà Hollow nell'ultima semifinale.
La quarta ed ultima wildcard è stata Pauline, cantante R'n'B', che parteciperà nella seconda semifinale con la canzone Sucker for love. A detta di Christer Björkman, la scelta della quarta wildcard è ricaduta su Pauline dopo che sia Helena Paparizou, sia Lena Philipsson avevano declinato l'offerta. La partecipazione della cantante greco-svedese è però stata garantita per il 2011.
| Artista        | Canzone                 | Semifinale | Risultato     |
| -------------- | ----------------------- | ---------- | ------------- |
| Salem-al-Fakir | "Keep on walking"       | Prima      | Globen        |
| Pauline        | "Sucker for love"       | Seconda    | Andra Chansen |
| Darin          | "You're out of my life" | Terza      | Globen        |
| Peter Jöback   | "Hollow"                | Quarta     | Globen        |

## Semifinali

### Prima semifinale
La prima semifinale si è svolta il 6 febbraio 2010 presso il Fjällräven Center di Örnsköldsvik.
| Ord. | Artista           | Canzone                      | Testo (t) / Musica (m)                                               | Posizione |   |              |             | |   |
| ---- | ----------------- | ---------------------------- | -------------------------------------------------------------------- | --------- | - | ------------ | ----------- | -------------------------------------------------------------------------------------------------- | - |
| Ord. | Artista           | Canzone                      | Testo (t) / Musica (m)                                               | Posizione | 1 | Ola Svensson | Unstoppable | Dimitri Stassos (m & t), Alexander Kronlund (m & t), Hanif Sabzevari (m & t), Ola Svensson (m & t) | 2 |
| 2    | Jenny Silver      | A Place To Stay              | Torben Hedlund (m & t)                                               | 8         |   |              |             | |   |
| 3    | Linda Pritchard   | You're Making Me Hot-Hot-Hot | Tobias Lundgren (m & t), Johan Fransson (m & t), Tim Larsson (m & t) | 5         |   |              |             | |   |
| 4    | Pain of Salvation | Road Salt                    | Daniel Gildenlöw (m & t)                                             |           |   |              |             | |   |
| 5    | Anders Ekborg     | The Saviour (Il Salvatore)   | Henrik Janson (m & t), Tony Nilsson (m & t)                          | 6         |   |              |             | |   |
| 6    | Jessica Andersson | I Did It For Love            | Lars "Dille" Diedricson (m), Kristian Wejshag (t)                    |           |   |              |             | |   |
| 7    | Frispråkarn       | Singel                       | Hamed K-One Pirouzpanah (m), Håkan Bäckman (t)                       | 7         |   |              |             | |   |
| 8    | Salem Al Fakir    | Keep On Walking              | Salem Al Fakir (m & t)                                               | 1         |   |              |             | |   |

### Seconda semifinale
La seconda semifinale è stata ospitata per la prima volta dalla Göransson Arena di Sandviken, il 12 febbraio.
| Ord. | Artista                              | Canzone                      | Testo (t) / Musica (m) | Posizione |   |            |        |                                          |   |
| ---- | ------------------------------------ | ---------------------------- | --- | --------- | - | ---------- | ------ | ---------------------------------------- | - |
| Ord. | Artista                              | Canzone                      | Testo (t) / Musica (m) | Posizione | 1 | Eric Saade | Manboy | Fredrik Kempe (m & t), Peter Boström (m) | 1 |
| 2    | Andra Generationen & Dogge Doggelito | Hippare Hoppare              | Vlatko Ancevski (m & t), Vlatko Gicarevski (m & t), Mats Nilsson (m & t), Teddy Paunkoski (m & t), Otis Sandsjö (m & t), Stevan Tomulevski (m & t), Douglas Léon (m & t) | 6         |   |            |        |                                          |   |
| 3    | Anna-Maria Espinosa                  | Innan alla ljusen brunnit ut | Stefan Woody (m), Danne Attlerud (t) | 8         |   |            |        |                                          |   |
| 4    | MiSt & Highlights                    | Come And Get Me Now          | Mia Terngård (m & t), Stefan Lebert (m) | 7         |   |            |        |                                          |   |
| 5    | Pauline                              | Sucker For Love              | Fredrik "Fredro" Ödesjö (m), Andreas Levander (m), Johan "Jones" Wetterberg (m), Pauline Kamusewu (t)                                                                    |           |   |            |        |                                          |   |
| 6    | Andreas Johnson                      | We Can Work It Out           | Bobby Ljunggren (m), Marcos Ubeda (m), Andreas Johnson (t) | 2         |   |            |        |                                          |   |
| 7    | Kalle Moraeus & Orsa Spelmän         | Underbart                    | Lina Eriksson (t), Johan Moraeus (m) |           |   |            |        |                                          |   |
| 8    | Hanna Lindblad                       | Manipulated                  | Sarah Lundbäck (m & t), Iggy Strange-Dahl (m & t), Hayden Bell (m & t), Erik Lewander (m & t)                                                                            | 5         |   |            |        |                                          |   |

### Terza semifinale
La terza semifinale si è tenuta presso lo Scandinavium di Göteborg il 20 febbraio.
| Ord. | Artista             | Canzone                    | Testo (t) / Musica (m)                                                 | Posizione |   |         |           |                                             |   |
| ---- | ------------------- | -------------------------- | ---------------------------------------------------------------------- | --------- | - | ------- | --------- | ------------------------------------------- | - |
| Ord. | Artista             | Canzone                    | Testo (t) / Musica (m)                                                 | Posizione | 1 | Alcazar | Headlines | Tony Nilsson (m & t), Peter Boström (m & t) | 5 |
| 2    | Johannes Bah Kuhnke | Tonight                    | Sharon Vaugh (m & t), Anders Hansson (m & t)                           | 8         |   |         |           |                                             |   |
| 3    | Elin Lanto          | Doctor Doctor              | Tony Nilsson (m & t), Mirja Breitholtz (m & t)                         | 7         |   |         |           |                                             |   |
| 4    | Erik Linder         | Hur kan jag tro på kärlek? | Kenneth Gärdestad (t), Tony Malm (m), Niclas Lundin (m)                | 5         |   |         |           |                                             |   |
| 5    | Getty Domein        | Yeba                       | Getty Domein Mpanzu (t), Tuomas (Tiny) Pyhäjärvi (m)                   | 6         |   |         |           |                                             |   |
| 6    | Timoteij            | Kom                        | Niclas Arn (m & t), Karl Eurén (m & t), Gustav Eurén (m & l)           | 1         |   |         |           |                                             |   |
| 7    | Darin               | You're Out Of My Life      | Henrik Janson (m & t), Tony Nilsson (m & t)                            | 2         |   |         |           |                                             |   |
| 8    | Crucified Barbara   | Heaven Or Hell             | Håkan Larsson (m & t), Jörgen Svensson (m & t), Björn Lönnroos (m & t) |           |   |         |           |                                             |   |

### Quarta semifinale
L'ultima tranche di artisti si è esibita presso la Malmö Arena il 27 febbraio.
| Ord. | Artista           | Canzone              | Testo (t) / Musica (m)                                                 | Posizione |   |       |      |                                                    |   |
| ---- | ----------------- | -------------------- | ---------------------------------------------------------------------- | --------- | - | ----- | ---- | -------------------------------------------------- | - |
| Ord. | Artista           | Canzone              | Testo (t) / Musica (m)                                                 | Posizione | 1 | Sibel | Stop | Mikaela Stenström (m & t), Dimitri Stassos (m & t) | 7 |
| 2    | Py Bäckman        | Magisk Stjärna       | Micke Wennborn (m), Py Bäckman (m & t)                                 | 8         |   |       |      |                                                    |   |
| 3    | NEO               | Human Frontier       | Tobias Jonsson (m & t), Anneli Axelsson (m & t)                        |           |   |       |      |                                                    |   |
| 4    | Lovestoned        | Thursdays            | Thomas G:son (m), Peter Boström (m), Sharon Vaughn (t)                 | 6         |   |       |      |                                                    |   |
| 5    | Anna Bergendahl   | This Is My Life      | Kristian Lagerström (t), Bobby Ljunggren (m)                           | 1         |   |       |      |                                                    |   |
| 6    | Pernilla Wahlgren | Jag vill om du vågar | Pontus Assarsson (m & t), Jörgen Ringqvist (m & t), Daniel Barkman (t) |           |   |       |      |                                                    |   |
| 7    | Noll disciplin    | Idiot                | Niklas Jarl (m & t), Per Aldeheim (m & t)                              | 5         |   |       |      |                                                    |   |
| 8    | Peter Jöback      | Hollow               | Anders Hansson (m & t), Fredrik Kempe (m & t)                          | 2         |   |       |      |                                                    |   |

## Ripescaggio
I terzi e quarti posti delle semifinali si sono affrontati per poter raggiungere la finale alla Conventum Arena di Örebro
|  | Round 1 | Round 1                                | Round 1                                |                                     |  | Round 2 | Round 2 | Round 2 |  |  | Qualificati | Qualificati                            | Qualificati |
|  |         |                                        |                                        |                                     |  |         |         |         |  |  |             |                                        |             |
|  |         | Pain of Salvation Road Salt            |                                        |                                     |  |         |         |         |  |  |             |                                        |             |
|  |         | Pernilla Wahlgren Jag vill om du vågar |                                        |                                     |  |         |         |         |  |  |             |                                        |             |
|  |         |                                        | Pernilla Wahlgren Jag vill om du vågar |                                     |  |         |         |         |  |  |             |                                        |             |
|  |         |                                        |                                        |                                     |  |         |         |         |  |  |             |                                        |             |
|  |         |                                        | Crucified Barbara Heaven or hell       |                                     |  |         |         |         |  |  |             |                                        |             |
|  |         | Pauline Sucker for love                |                                        |                                     |  |         |         |         |  |  |             |                                        |             |
|  |         |                                        |                                        |                                     |  |         |         |         |  |  |             |                                        |             |
|  |         | Crucified Barbara Heaven or hell       |                                        |                                     |  |         |         |         |  |  |             |                                        |             |
|  |         |                                        |                                        |                                     |  |         |         |         |  |  |             | Pernilla Wahlgren Jag vill om du vågar |             |
|  |         |                                        |                                        | Jessica Andersson I did it for love |  |         |         |         |  |  |             |                                        |             |
|  |         | Kalle Moraeus & Orsa Spelmän Underbart |                                        |                                     |  |         |         |         |  |  |             |                                        |             |
|  |         | NEO Human Frontier                     |                                        |                                     |  |         |         |         |  |  |             |                                        |             |
|  |         |                                        | Kalle Moraeus & Orsa Spelmän Underbart |                                     |  |         |         |         |  |  |             |                                        |             |
|  |         |                                        |                                        |                                     |  |         |         |         |  |  |             |                                        |             |
|  |         |                                        | Jessica Andersson I did it for love    |                                     |  |         |         |         |  |  |             |                                        |             |
|  |         | Alcazar Headlines                      |                                        |                                     |  |         |         |         |  |  |             |                                        |             |
|  |         |                                        |                                        |                                     |  |         |         |         |  |  |             |                                        |             |
|  |         | Jessica Andersson I Did It For Love    |                                        |                                     |  |         |         |         |  |  |             |                                        |             |

## Finale
Al Globen si è svolta la finale del 13 marzo.
| Estrazione | Artista           | Canzone               | Testo (t) / Musica (m)                                                                             | Voti   | Voti     | Voti   | Pos. |
| Estrazione | Artista           | Canzone               | Testo (t) / Musica (m)                                                                             | Giuria | Televoto | Totale | Pos. |
| ---------- | ----------------- | --------------------- | -------------------------------------------------------------------------------------------------- | ------ | -------- | ------ | ---- |
| 1          | Darin             | You're Out of My Life | Henrik Janson (m & t), Tony Nilsson (m & t)                                                        | 51     | 66       | 117    | 4    |
| 2          | Pernilla Wahlgren | Jag vill om du vågar  | Pontus Assarsson (m & t), Jörgen Ringqvist (m & t), Daniel Barkman (t), Pernilla Wahlgren (l)      | 12     | —        | 12     | 10   |
| 3          | Andreas Johnson   | We Can Work It Out    | Bobby Ljunggren (m), Marcos Ubeda (m), Andreas Johnson (t)                                         | 50     | —        | 50     | 6    |
| 4          | Timoteij          | Kom                   | Niclas Arn (m), Karl Eurén (t), Gustav Eurén (t)                                                   | 51     | 44       | 95     | 5    |
| 5          | Peter Jöback      | Hollow                | Anders Hansson (m & t), Fredrik Kempe (m & t)                                                      | 21     | 11       | 32     | 9    |
| 6          | Ola Svensson      | Unstoppable           | Dimitri Stassos (m & l), Alexander Kronlund (m & t), Hanif Sabzevari (m & t), Ola Svensson (m & t) | 47     | —        | 47     | 7    |
| 7          | Jessica Andersson | I Did It For Love     | Lars "Dille" Diedricson (m), Kristian Wejshag (l)                                                  | 15     | 22       | 37     | 8    |
| 8          | Salem Al Fakir    | Keep On Walking       | Salem Al Fakir (m & t)                                                                             | 95     | 88       | 183    | 2    |
| 9          | Anna Bergendahl   | This Is My Life       | Kristian Lagerström (t), Bobby Ljunggren (m)                                                       | 82     | 132      | 214    | 1    |
| 10         | Eric Saade        | Manboy                | Fredrik Kempe (m & t), Peter Boström (m)                                                           | 49     | 110      | 159    | 3    |